# 164 Eva
För andra betydelser, se Eva.
164 Eva är en asteroid upptäckt 12 juli 1876 av astronomen Paul Henry i Paris. Det är okänt vilken Eva som fått ge upphov till asteroidens namn.
Ockultationer av stjärnor har observerats.